# Марк Антоний (IV век до н. э.)
Марк Анто́ний (лат. Marcus Antonius) — древнеримский политик, начальник конницы.
О происхождении Антония ничего неизвестно. В 333 году до н. э. он был назначен начальником конницы при диктаторе Публии Корнелии Руфине, избранного для борьбы с сидицинами и самнитами. Однако это избрание диктатора и начальника конницы было оспорено из-за нарушения некоторых религиозных формальностей, и они вынуждены были сложить полномочия в том же году.